# Ephippiger
Ephippiger a fürgeszöcskefélék családjának egyik neme.

## Jellemzői
Az ide tartozó szöcskék szárnyai csökevényesek (emiatt röpképtelenek, szárnyaikat csak ciripelésre használják), torpajzsuk pedig nyeregszerű, innen kapták nevüket is (ephippium latinul nyerget jelent).
Fajai Európában (főleg a mediterrán vidékeken) és Nyugat-Ázsiában honosak. Magyarországon egyetlen faj, a nyergesszöcske képviseli. 

## Fajok
1. Ephippiger apulus (Ramme, 1933)
2. Ephippiger bormansi Brunner von Wattenwyl, 1882
3. Ephippiger camillae Fontana & Massa, 2000
4. Ephippiger carlottae Fontana & Odé, 2003
5. Ephippiger cavannai Targioni-Tozzetti, 1881
6. Ephippiger cruciger (Fiebig, 1784)
7. Ephippiger discoidalis Fieber, 1853
8. Ephippiger diurnus Dufour, 1841
9. Ephippiger ephippiger (Fiebig, 1784) - nyergesszöcske, típusfaj
10. Ephippiger mischtschenkoi Harz, 1966
11. Ephippiger perforatus (Rossius, 1790)
12. Ephippiger persicarius Fruhstorfer, 1921
13. Ephippiger provincialis Yersin, 1854
14. Ephippiger rugosicollis Serville
15. Ephippiger ruffoi Galvagni, 1955
16. Ephippiger terrestris Yersin, 1854
17. Ephippiger tropicalis Baccetti, 1985
18. Ephippiger zelleri Fischer, 1853

## Fordítás
- Ez a szócikk részben vagy egészben  az   Ephippiger című angol Wikipédia-szócikk ezen változatának fordításán alapul.  Az eredeti cikk szerkesztőit annak laptörténete sorolja fel. Ez a jelzés csupán a megfogalmazás eredetét és a szerzői jogokat jelzi, nem szolgál a cikkben szereplő információk forrásmegjelöléseként.